# Olpererhütte
Die Olpererhütte ist eine Schutzhütte der Sektion Neumarkt/Oberpfalz des Deutschen Alpenvereins in den Zillertaler Alpen auf einer Höhe von 2388 m ü. A. im österreichischen Bundesland Tirol. Die Hütte ist eine Station im Verlauf dreier alpiner Höhenwege, dem Zentralalpenweg 02 des Österreichischen Alpenvereins (ÖAV), dem Berliner Höhenweg und dem Tiroler Höhenweg. Sie ist nur zu Fuß erreichbar. Die Gehzeit für den Aufstieg vom Schlegeisspeicher aus beträgt etwa 90 Minuten.

## Lage
Die Hütte liegt am Tuxer Kamm, westlich oberhalb des Schlegeisspeichers (1782 m). Benachbarte Hütten sind im Osten die direkt am Stausee liegende Neue Dominikushütte, im Südwesten, an der Staatsgrenze zu Südtirol, das Pfitscher-Joch-Haus (2277 m), im Westen die Geraer Hütte (2326 m) und im Norden das Friesenberghaus (2477 m).

## Geschichte

### Der ursprüngliche Bau
Die Schutzhütte wurde im Jahr 1881 von der Sektion Prag des Deutsch und Österreichischen Alpenvereins (DuOeAV) erbaut. Nach der Berliner Hütte von 1879 war sie die zweitälteste Alpenvereinshütte in den Zillertaler Alpen. Ursprünglich hatte sie als Einraumhütte auf dem Dachboden acht Matratzen- und acht Heulager. Im Erdgeschoß stand ein eiserner Kochherd, dessen Rauchgase über ein Ofenrohr durch die Giebelwand nach draußen geführt wurden; die Bergsteiger mussten Feuerholz und Lebensmittel zur Selbstversorgung mitbringen.
Am 1. April 1900 wurde sie zusammen mit der seit 1945 durch eine Lawine zerstörten Rifflerhütte für 11.000 Mark an die Sektion Berlin des DuOeAV verkauft. Schon bald zeigte sich, dass die Kapazität der Olpererhütte auf Grund der immer größer werdenden Besucherzahl nicht mehr ausreichte. Erst 1933 jedoch erfolgte eine grundlegende Erweiterung durch einen bergseitigen Anbau, der eine separate Küche enthielt und weitere Übernachtungsplätze im Obergeschoß. Seitdem wurde die Hütte bewirtschaftet.

### Der Umbau 1976
Ein neuerlicher Umbau im Jahr 1976 brachte zwar modernere Sanitäranlagen und eine zusätzliche Gaststube, aber beengt blieben die Verhältnisse, besonders für die Pächter der nunmehr bewirtschafteten Hütte, trotzdem. Knapp einer Katastrophe entging die voll belegte Hütte am Abend des 31. Juli 1998, als sich, aufgrund eines lang anhaltenden Unwetters bei hoher Temperatur, am Gletschertor des Großen Riepenkees auf 2800 Metern Höhe oberhalb der Hütte eine Eis- und Gerölllawine löste, die die Olpererhütte aber nur an einer Hausecke streifte. Einen gewissen überregionalen Ruhm erlangte die langjährige Pächterin der Olpererhütte, Olga Platzer aus Ginzling († 2014), genannt die Olpererhexe, durch ihre Originalität im Umgang mit den Gästen in der oft überfüllten Hütte.

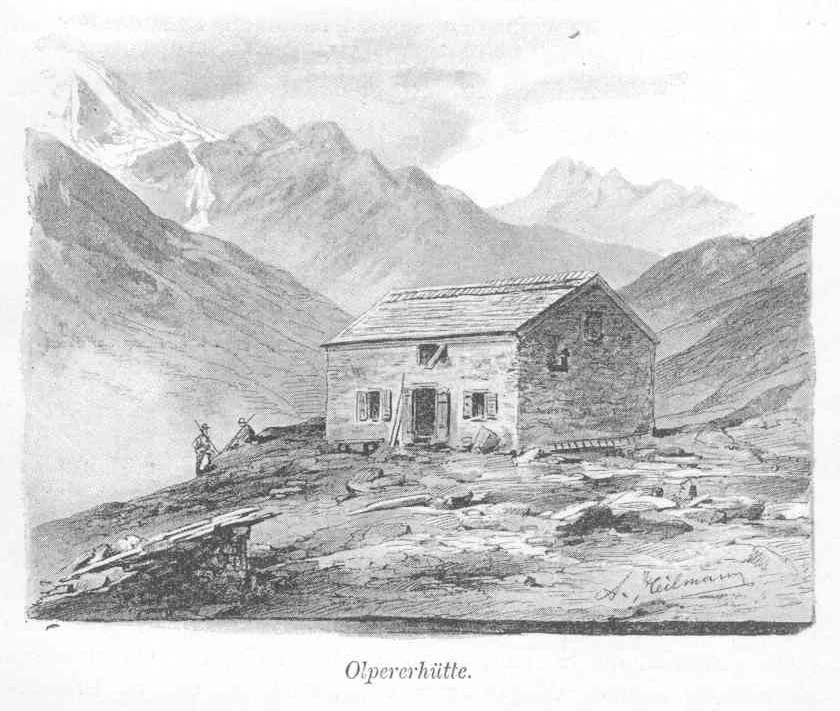
Die ursprüngliche Olpererhütte von 1881
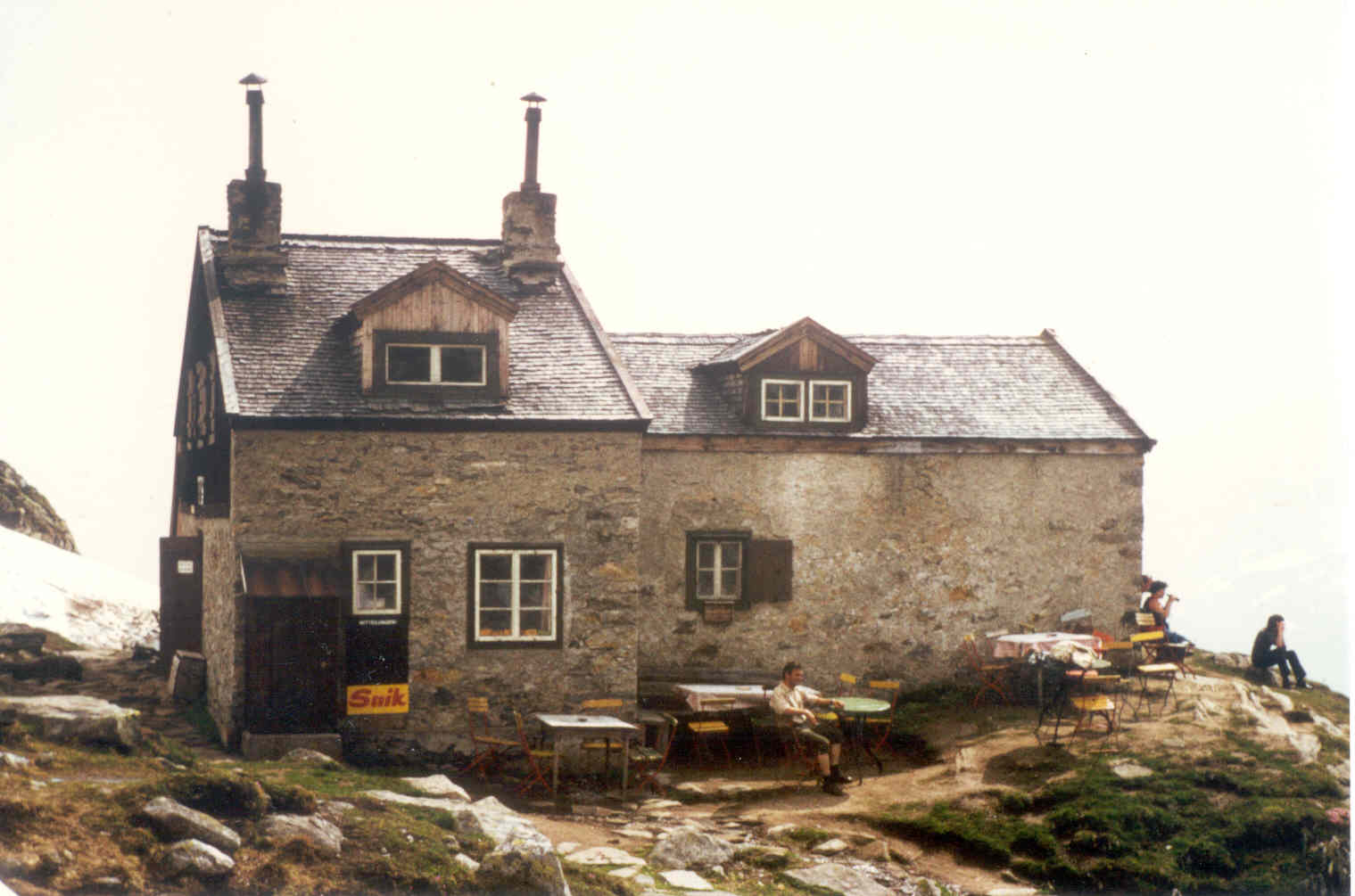
Etwa 1975, links der Anbau von 1931
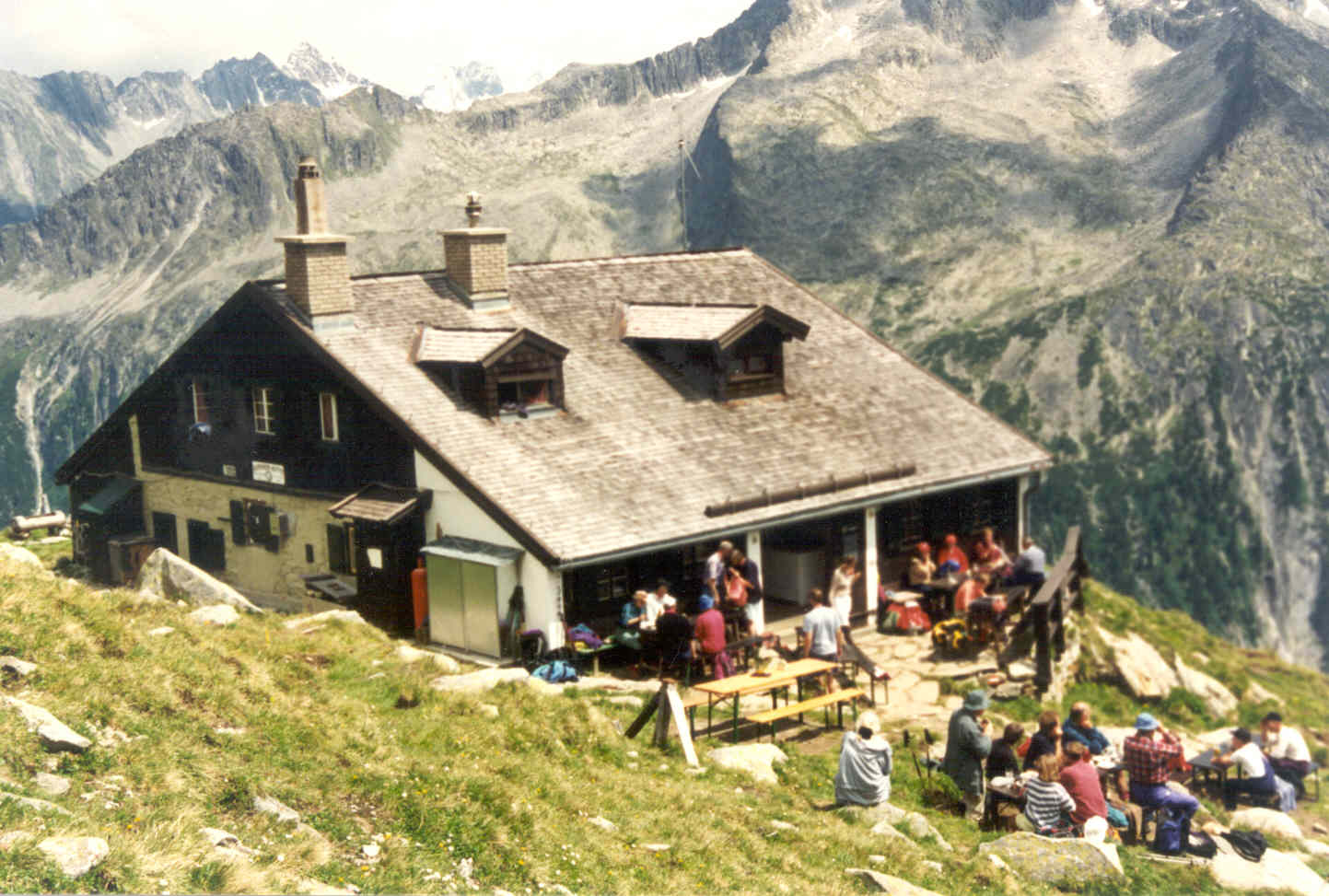
Die Hütte im Juli 1998
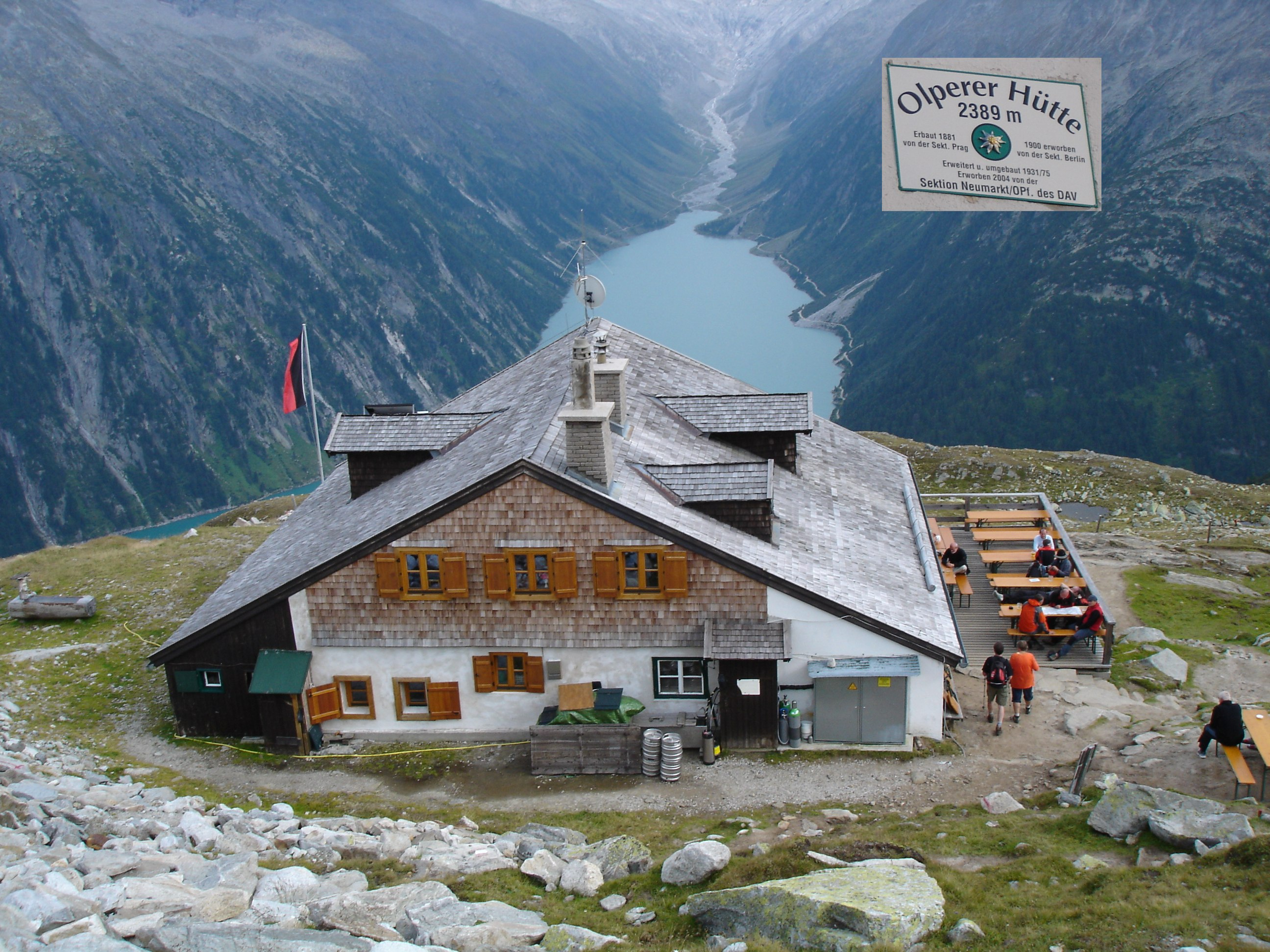
2005, ein Jahr vor dem Abriss

### Die neue Hütte

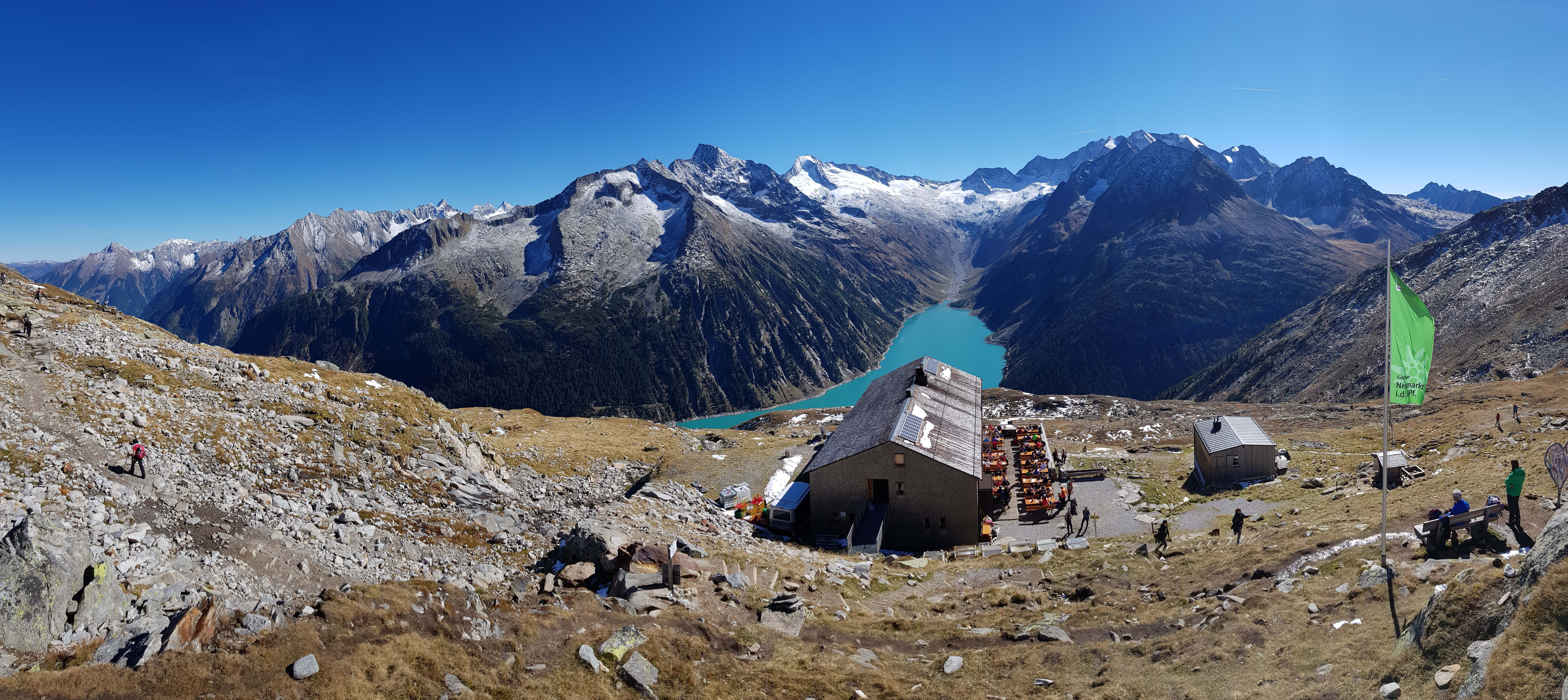
Olpererhütte mit Schlegeisstausee

Ende der 1990er Jahre beschloss die Mitgliederversammlung der Sektion Berlin des DAV den Verkauf der Hütte aus finanziellen Erwägungen, weil anstehende Investitionen wegen der Behördenauflagen bezüglich des Umweltschutzes, besonders in der Energieversorgung und der Abwasserreinigung nicht mehr geleistet werden konnten.
2004 gelang es, die Olpererhütte an die Sektion Neumarkt/Oberpfalz zu verkaufen, mit dem Ziel einer grundlegenden Sanierung. Doch bald zeigte sich, dass ein kompletter Neubau aufgrund der kritischen Bausubstanz aus den verschiedenen Epochen wirtschaftlicher sei. So beschloss man, die alte Olpererhütte komplett abzureißen und durch einen Neubau zu ersetzen. Der Abriss war am 28. August 2006 beendet. Die Neugestaltung wurde vom Architekturbüro Diplom-Ingenieur Hermann Kaufmann übernommen, das eine einfache Bauform erarbeitet hat: Die neue Hütte soll mit ihrer schmalen Giebelseite in Richtung Tal weisen, um eine gute Integration in die Umwelt zu ermöglichen. Im Sommer 2007 wurde das Richtfest gefeiert und Ende Juni 2008 eröffnete die Sektion Neumarkt/Oberpfalz die nunmehr fertiggestellte neue Olpererhütte.

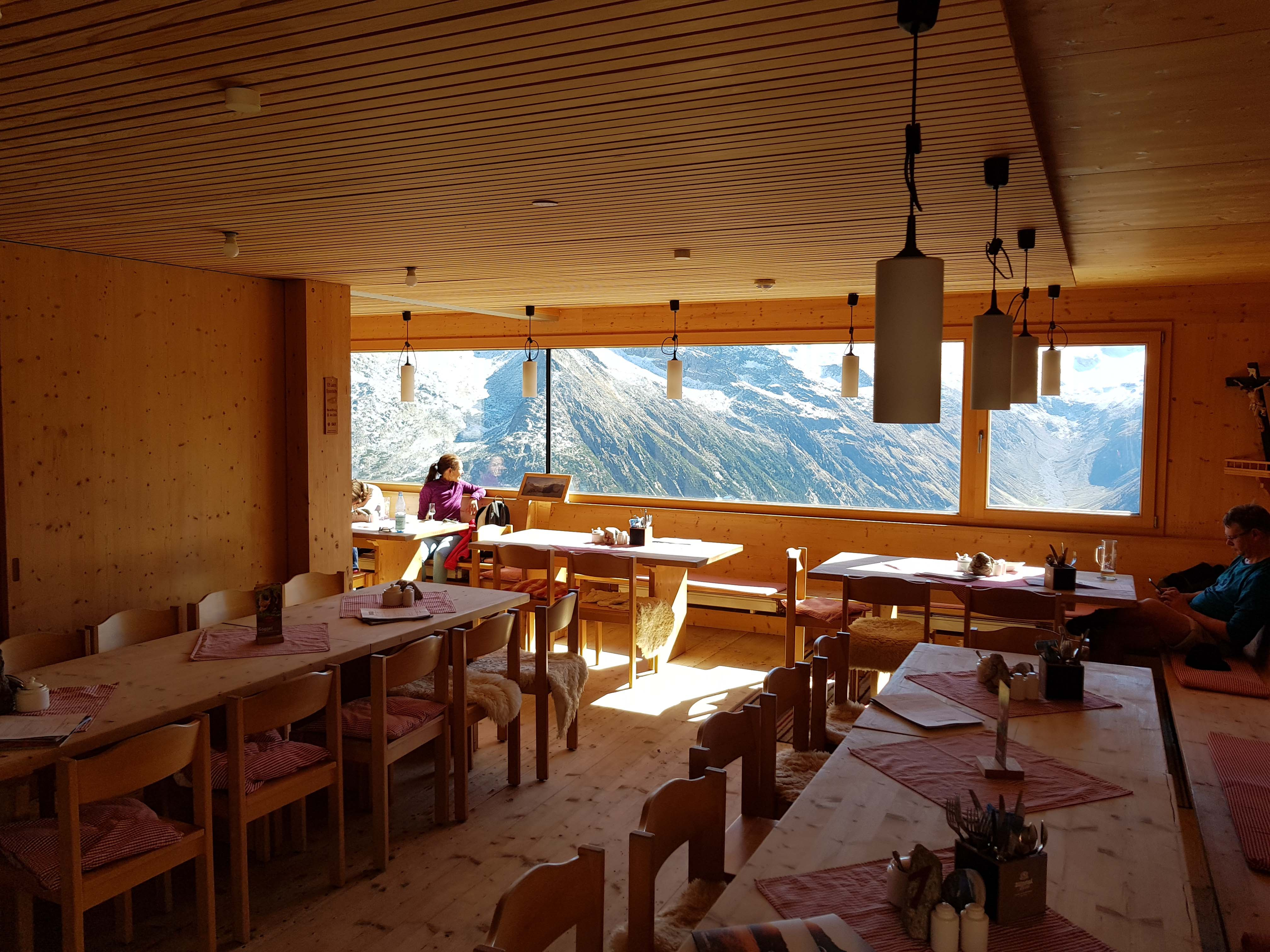
Olperer Hütte innen
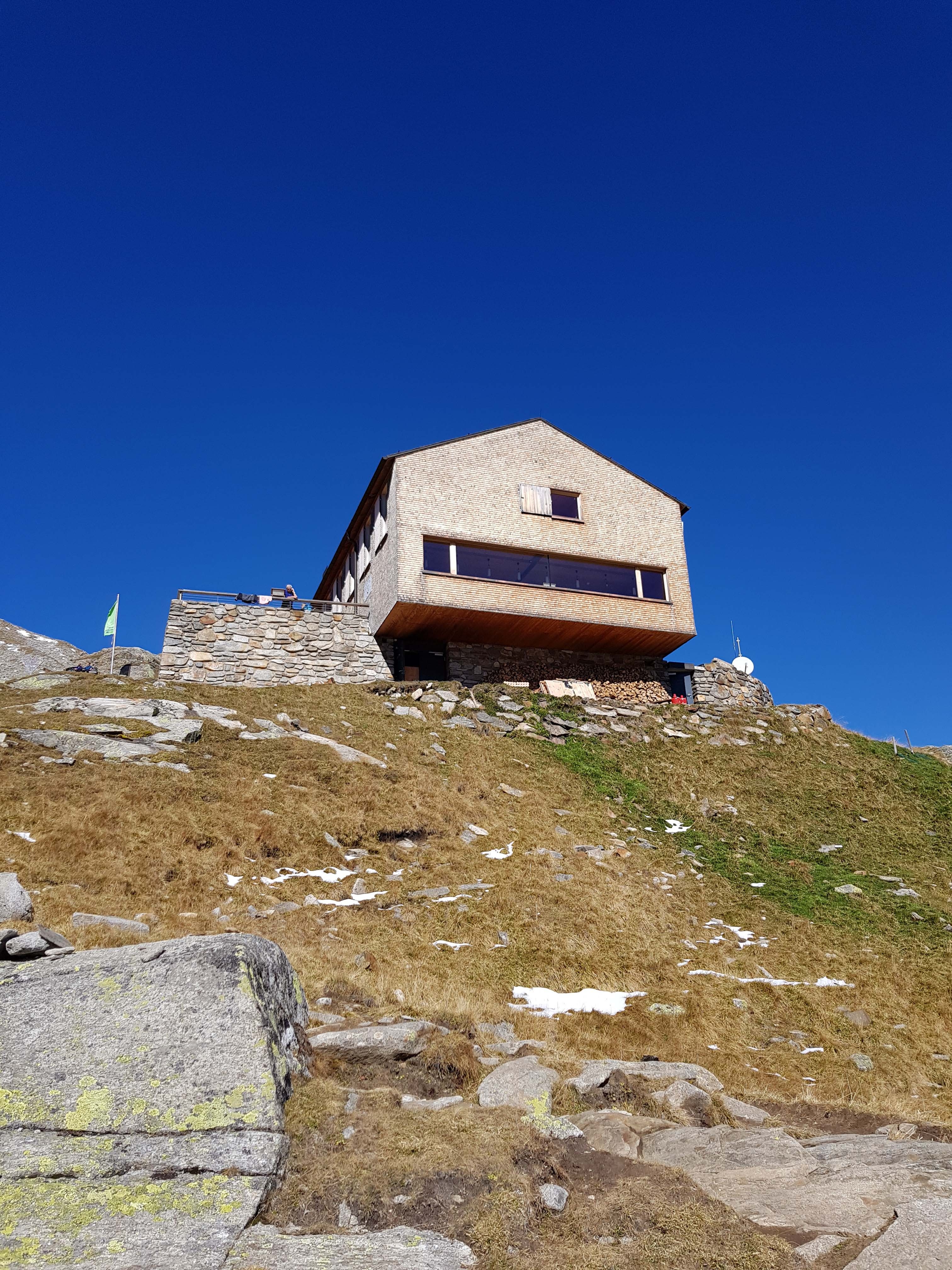
Olperer Hütte von unten

## Touren
Die Olpererhütte bietet als Stützpunkt für Bergsteiger und Wanderer Übergänge zu benachbarten Hütten und Routen auf viele Gipfel des Zillertaler Hauptkamms.

### Übergänge
- Geraer Hütte (über Alpeiner Scharte, 2959 m), ca. 5 Std.
- Friesenberghaus, ca. 2 Std.
- Hintertuxer Gletscher (über Friesenbergscharte, 2910 m, Klettersteig), ca. 3½ Std.
- Gamshütte, ca. 11 Std.
- Furtschaglhaus, ca. 4½ Std.
- Pfitscher-Joch-Haus (Rifugio Passo di Vizze), 6 Std.
- Landshuter Europahütte, ca. 6½ Std.

### Gipfel
- Olperer, 3476 m
- Fußstein, 3380 m
- Schrammacher, 3411 m
- Gefrorene-Wand-Spitzen, 3288 m